# 67 a.C.
Il 67 a.C. (LXVII a.C. in numeri romani) è un anno  del I secolo a.C.

## Eventi
- Aulo Gabinio approva la Lex de piratis persequendis che affida a Pompeo la guerra contro i pirati, conferendogli poteri straordinari per tre anni, tra cui 500 navi, 120.000 soldati e 5000 cavalieri.[1]

## Nati
Saturnina Galeria Status

## Morti
- Antioco di Ascalona, filosofo greco antico (n. 120 a.C.)
- Salomè Alessandra, sovrana ebrea antica (n. 139 a.C.)
- Lucio Cornelio Sisenna, storico romano (n. 120 a.C.)